# اسکار مونتیل
اسکار مونتیل (انگلیسی: Óscar Montiel؛ زادهٔ ۶ ژوئیهٔ ۱۹۷۰) بازیکن فوتبال اهل اسپانیا است.
از باشگاه‌هایی که در آن بازی کرده‌است می‌توان به باشگاه ورزشی رئال مایورکا و باشگاه فوتبال آلباسته بالومپیه اشاره کرد.